# Стахановский (Воронежская область)
Стаха́новский — посёлок в Новоусманском районе Воронежской области. Входит в состав Шуберского сельского поселения.

## География
Посёлок расположен на землях государственного лесного фонда, фактически являясь лесным кордоном.

## Население
| 2005 | 2008 | 2010 |
| ---- | ---- | ---- |
| 128  | ↘24  | ↘19  |